# バーンナムプリアオ郡
座標: 北緯13度50分50秒 東経101度3分12秒 / 北緯13.84722度 東経101.05333度
バーンナムプリアオ郡（バーンナムプリアオぐん、タイ語:อำเภอบางน้ำเปรี้ยว）はタイ中部・チャチューンサオ県にある郡（アムプー）。

## 名称
バーンナムプリアオとは、「すっぱい水の村」という意味である。これは昔、タムボン・バーンナムプリアオでは乾期に干上がった水がすっぱかったということに由来しており、このタムボンの名前が郡名に採用された。

## 歴史
古くは、誰も住んでおらず、森林地帯で動物だらけであったが、1895年、クーナーサヤーム商会により、18番運河、19運河、20番運河、21番運河が掘られ、人が入植するようになった。
最初に郡庁がおかれたのは1905年、タムボン・バーンカナークにあるバーン・トンサムローンという村であった。1905年最初の郡庁舎がタムボン・バーンナムプリアオに完成した。その後、1952年にセーンセープ運河の北に政府が新しい郡庁舎を建てた。さらに、1997年には現在の郡庁舎が建てられた。

## 地理
郡はバーンパコン川の形成した平地にある。郡の東にこのバーンパコン川が流れており、途中でナコーンナーヨック川と分岐する。この二つの川が郡の東の境界線を決定しており、また郡内の重要な水源にもなっている。北の境界線は22番運河であり、西の境界線は14番運河である。郡北部は網の目のように東西に規則正しく運河が走っている。また、郡内はセーンセープ運河とバーンパコン川が接触する場所でもある。
交通は北に国道が通っており、オンカラック方面と、西に3481号線が通っておりバンコク方面と、南に3200号線が通っておりチャチューンサオ方面と、東に3481号線が通っており、バーンサーン方面とつながっている。またタイ国有鉄道東本線のバーンナムプリアオ駅が位置する。

## 経済
郡内の主要な産業は農業やエビの養殖などである。農業ではニワトリの生産や、コメ、果物類、野菜類が生産されている。

## 行政区分
郡は10の町（タムボン）に分かれ、さらにその下位に148の村（ムーバーン）がある。自治体（テーサバーン）があり以下のようになっている。
- テーサバーンタムボン・バーンナムプリアオ・・・タムボン・バーンナムプリアオとタムボン・プローンアーカートの一部
- テーサバーンタムボン・バーンカナーク・・・タムボン・カナークの一部
- テーサバーンタムボン・ドーンチムプリー・・・タムボン・ドーンチムプリーの一部
- テーサバーンタムボン・サーラーデーン・・・タムボン・サーラーデーンの一部

また郡内には10のタムボン行政体（オンカーンボーリハーンスワンタムボン）がある。
1. タムボン・バーンナムプリアオ・・・ตำบลบางน้ำเปรี้ยว
2. タムボン・バーンカナーク・・・ตำบลบางขนาก
3. タムボン・シントートーン・・・ตำบลสิงโตทอง
4. タムボン・モーントーン・・・ตำบลหมอนทอง
5. タムボン・ブンナムラック・・・ตำบลบึงน้ำรักษ์
6. タムボン・ドーンコカー・・・ตำบลดอนเกาะกา
7. タムボン・ヨータカー・・・ตำบลโยธะกา
8. タムボン・ドーンチムプリー・・・ตำบลดอนฉิมพลี
9. タムボン・サーラーデーン・・・ตำบลศาลาแดง
10. タムボン・プローンアーカート・・・ตำบลโพรงอากาศ